# All That Money Can Buy
 All That Money Can Buy o The Devil and Daniel Webster és una pel·lícula estatunidenca dirigida per William Dieterle, estrenada el 1941.

## Argument[1]
Jabez Stone és un granger estatunidenc molt treballador que intenta guanyar-se la vida honestament. Tanmateix, una ratxa de mala sort li impulsa a cometre l'inimaginable: fer un tracte amb el Dimoni en persona. A canvi de set anys de bona fortuna i felicitat, Stone promet la seva ànima al "Senyor Scratch". Quan l'atribolat granger s'adona del seu error, busca l'ajuda d'un home que pot salvar-lo. El llegendari orador i polític Daniel Webster.

## Repartiment
- Edward Arnold: Daniel Webster
- Walter Huston: Mr. Scratch
- Jane Darwell: Ma Stone
- Simone Simon: Belle
- Gene Lockhart: Squire Slossum
- John Qualen: Miser Stevens
- H. B. Warner: Justice John Hathorne
- Frank Conlan: Xèrif
- Lindy Wade: Daniel Stone
- George Cleveland: Cy Bibber
- Anne Shirley: Mary Stone
- James Craig: Jabez Stone

## Premis i nominacions

### Premis
- 1942: Oscar a la millor banda sonora per Bernard Herrmann

### Nominacions
- 1942: Oscar al millor actor per Walter Huston